# Monreal (Navarra)
Monreal település Spanyolországban, Navarra autonóm közösségben. Monreal Ibargoiti, Unciti, Valle de Elorz / Elortzibar, Unzué-Untzue és Olóriz községekkel határos. Lakosainak száma 512 fő (2024).

## Népesség
A település népessége az elmúlt években az alábbi módon változott:
| Lakosok száma | 286  | 337  | 413  | 468  | 490  | 478  | 480  | 478  | 480  | 512  |
|               | 2001 | 2004 | 2006 | 2009 | 2011 | 2014 | 2016 | 2019 | 2021 | 2024 |